# 北府军
北府军，又名北府兵，是中国东晋时谢玄所创立的一支军队，一開始軍權幾乎只屬於陳郡謝氏家族，后數度易主，並成为東晉中後期及劉宋前期的军队主力。組建時本無名，後來因著這支軍隊百戰百勝的戰績名氣而稱作北府軍，而「北府」之名出於獲授都督徐兗二州諸軍事者之將軍號常以北為號，故其軍府所在為北府，晉徐兗二州軍府常鎮建康東北方之京口，故當時人亦稱京口為「北府」。

## 背景

### 京口發展
西晉末年時因為北方漸漸陷於胡族建立之政權之手，且戰事頻仍，原居北方的士族及人民都開始向當時相對安定的南方遷移，其中宗室司馬睿在士族支持下駐鎮建康，控制南方，並在西晉亡後建立東晉朝廷以延晉祚。而江淮之間則有大批人民流寓其間，由從北方來的地方鄉黨擔任之流民帥統領，更因長期與外族政權作戰而有相當戰鬥經驗。這些流民帥不少具有北返收復故土的心願，而東晉朝廷亦提防流民集團大舉湧到江南地區造成動盪。故司馬睿在西晉末年及東晉初年，以出身琅邪王氏的王舒先後以東中郎將司馬紹之司馬、車騎將軍司馬裒之司馬及北中郎將、監青徐二州軍事身份駐鎮江北的廣陵，以對江淮流民作控制:331-5。
高平郗氏的郗鑒於永嘉之亂後在家鄉救濟人民，獲推為主並領著千餘家到魯縣的嶧山上避難。郗鑒及後雖獲司馬睿承制任命為兗州刺史，移鎮鄒山，但其時兗州有不同行臺任命的刺史各自為政，並且屢遭外族政權侵攻，更有饑荒，所領流民處境惡劣，三年間所領人數卻反增至數萬人。然而郗鑒終在永昌元年（322年）逼於北方後趙政權的軍事壓力而率眾南退至合肥。郗鑒隨後一度在建康朝廷內任職，並協助晉明帝討平王敦之亂，以車騎將軍、假節都督徐兗青三州軍事、兗州刺史身份返回江北出鎮廣陵，並在隨後蘇峻之亂時自廣陵領兵渡江，在京口附近築大業等三壘阻遏蘇峻叛軍挾晉成帝東走會稽，成功協助平定亂事。戰後郗鑒仍留京口，並因為應付後趙劉徵等浮海侵略東晉的部隊而讓江淮流民大量遷入京口附近晉陵一帶，讓他們在那定居，從而將京口發展成拱衞京師建康的重鎮:337-41。
郗鑒去世前上請由自己軍司蔡謨接手京口，隨後約二十年內徐兗二州皆由門閥士族人士所領，且高平郗氏力量仍影響京口。此外，徐兗京口兵力多度作為北伐主力與北方政權作戰：褚裒出鎮京口時以郗鑒長子郗愔為其長史，並在永和五年（349年）趁後趙皇帝石虎去世發動北伐時自京口率軍府兵攻向彭城。永和八年（352年）揚州刺史殷浩組織北伐，亦讓接替褚裒任徐兗二州刺史的荀羨與豫州刺史謝尚並為督統，更讓荀羨自京口進屯淮陰，不久再進鎮下邳，圖以北府軍隊與謝尚的西府軍隊兩路進攻。殷浩北伐失敗後，荀羨仍駐下邳與前燕軍隊作戰，升平三年（358年）荀羨因病而請郗鑒次子郗曇為軍司，同年郗曇即代之為徐兗二州刺史鎮下邳，並在翌年（359年）與豫州刺史謝萬北伐。
郗曇於升平五年（361年）去世後，范汪及庾希先後出任徐兗二州刺史，但此時東晉朝權已漸見傾軋在權臣桓溫身上，因著桓溫怨恨范汪及忌憚穎川庾氏的勢力，范汪居職僅八月即遭桓溫以行軍失期而廢為庶人，庾希亦在太和二年（367年）因救援魯郡及高平等郡不力而遭免職。庾希遭免後，徐兗二州刺史一職回歸到高平郗氏的郗愔，但時已為大司馬、都督中外諸軍事、揚州牧的桓溫其實一直都覬覦將京口兵強悍的戰力，常稱「京口酒可飲，兵可用」，作為桓溫幕僚的郗愔子郗超就在太和四年（369年）桓溫第三次北伐時偽作父親書信將徐兗二州軍府交予桓溫:182-6。
包括桓溫第三次北伐大敗予前燕，歷次有京口軍參與之北伐皆以失敗告終，京口軍力在接連戰事中因戰死或潰敗逃散而損耗甚大，需時恢復，故在桓溫北伐後接著的一段時間都缺乏事跡。但桓溫控制京口亦令其得以進執朝權，甚至廢黜晉廢帝改立晉簡文帝，圖謀篡奪皇位。桓溫的野心在謝安、王坦之、王彪之等門閥士族勢力趁其患病故作阻撓下，於晉孝武帝繼位後的寧康元年（373年）隨其去世而化為泡影，但後續由陳郡謝氏主導之權力分布重整正造就北府軍的誕生:346:186-98。

### 豫州經營
陳郡謝氏家族自謝尚在永和二年（346年）以西中郎將、豫州刺史出鎮蕪湖始曾一度統轄並發展豫州軍府勢力。謝尚出鎮蕪湖後在永和四年（348年）進號安西將軍，並配合荊州刺史桓溫而移鎮壽春；永和九年（353年）因北伐時安撫降將張遇失敗，為張遇所敗而被徵還，改任尚書僕射後旋即又以本官都督豫州、揚州五郡及江西淮南諸軍事身份領豫州刺史，出鎮歷陽；永和十一年（355年）再加督并冀幽三州軍事，進號鎮西將軍，移鎮馬頭。升平元年（356年）謝尚去世後朝廷即以其堂弟謝奕以都督豫司冀並四州軍事、安西將軍、豫州刺史接任，改戍譙。謝奕於升平二年（357年）去世後其弟謝萬又繼為豫州刺史，至升平四年（359年）與郗曇北伐失敗被廢為庶人止。豫州軍府兵員亦與京口一樣來自江淮流民，但因未如京口一帶具空荒地帶作開發而實力不及之，謝安具高名而不出仕，但仍多次隨謝萬出鎮作匡輔，甚至代其撫慰將士, 惟謝萬北伐潰敗遭廢亦令陳郡謝氏勢力在豫州的軍事經營完全破滅，亦令謝氏在朝中無人，逼令謝安自己要挺身而出，但謝氏在豫州軍府的歷史因素亦有助其後謝玄組建北府軍:342-46:206-13。

## 歷史

### 軍隊肇建
桓溫死後，揚豫江三州都督、揚州刺史一職由桓溫幼弟桓沖接手，徐兗二州在經過刁彝及王坦之短暫任職後在寧康三年（375年）由解揚州刺史予謝安的桓沖以都督徐兗豫青揚五州軍事兼徐州刺史繼接。再至太元二年（377年），因應當時前秦剛在上一年滅前涼，統一了北方，並且頻頻侵邊，朝廷正討論有何良將能抵抗北方巨大的軍事威脅，謝安欲以侄兒謝玄為之，就再重新調整徐兗二州勢力，先解桓沖徐州刺史及徐兗揚青四州都督，改授都督豫江二州之六郡軍事，以車騎將軍轉鎮姑熟，以準備隨後由外戚王蘊以徐州刺史出鎮京口；原兗州刺史朱序亦調任梁州刺史鎮襄陽，準備讓時任荊州刺史桓豁司馬之謝玄接任。至八月桓豁去世，謝安就直接讓桓沖還鎮譙國桓氏崛起的荊州，於十月出任都督荊江梁益寧交廣七州揚州之義成雍州之京兆司州之河東諸軍事、領護南蠻校尉、荊州刺史，同時正式讓謝玄出任監江北諸軍事、兗州刺史、廣陵相，鎮廣陵；王蘊出任徐州刺史；謝安亦以司徒加都督揚豫徐兗青五州及幽州之燕國諸軍事。至此完成了諸鎮的勢力重整。
東晉朝廷於太元元年（376年）冬季已下令遷淮北流民到淮南，謝玄到廣陵上任後便著手選拔驍猛人士組建北府軍，彭城郡人劉牢之、東海郡人何謙、琅邪郡人諸葛侃、樂安郡人高衡、東平郡人劉軌、西河郡人田洛及晉陵郡孫無終等人都獲挑選為將。其中何謙其實昔日在庾希任徐兗二州刺史時就已為其部將，後因故離開軍府，至此再應募入仕；劉牢之父親劉建更曾仕晉為征虜將軍，曾參與升平四年（359年）謝萬潰敗的那次北伐行動。

### 君川之役
謝玄於廣陵募集成北府軍後翌年即遇到前秦的軍事考驗，太元三年（378年）前秦長樂公苻丕率兵進攻襄陽，秦兗州刺史彭超就奏請前秦天王苻堅進攻彭城以配合苻丕行動，遂與俱難、毛盛、邵保等攻淮南一帶，並圍攻彭城。謝玄在前秦攻襄陽時就已大發三州兵眾，命何謙領游軍在淮泗一帶干擾前秦，彭城則由龍驤將軍、沛郡太守戴逯堅守。太元四年（379年）二月，謝玄率領東莞太守高衡及何謙的救援彭城部隊到達泗口，他看準彭超軍輜重停在留城，假稱要派何謙攻留城，成功逼令彭超撤圍赴救。此時謝玄就派何謙領軍迎戴逯領彭城兵眾棄城南歸，彭超等隨後佔領彭城、下邳二戍，並繼續南攻。
同時襄陽亦在苻丕率眾猛攻之下失陷，秦將毛當及王顯領兵二萬赴淮南與俱難及彭超軍一同進攻，並在五月攻下盱眙，俘守將毛璪之，更進而在離廣陵一百里外的三阿圍困幽州刺史田洛。前秦軍兵臨長江引起朝廷內部震動，謝玄則自廣陵領兵救援田洛，先擊斬俱難派來迎擊的都顏，再在三阿擊敗彭超等軍，令其退守盱眙。六月，謝玄和田洛以五萬兵進攻盱眙，再次獲勝，將他們逼退到淮陰。隨後謝玄命何謙、劉牢之、諸葛侃等軍以水軍進攻前秦所搭用來便利渡過淮河的浮橋，並在夜襲中焚毀浮橋，毀壞其運輸設備。謝玄同時進攻淮陰，殺掉留戍淮陰的邵保，彭超及俱難等軍只好退回淮北，謝玄則率領何謙、田洛及戴逯等軍追擊，更在君川大敗對方，彭超及俱難敗得只能隻身北返。
此戰東晉雖丟失了彭城及下邳兩個淮北據點，但藉北府軍接連擊敗試圖乘勢進犯長江的前秦軍，逼其退回淮北。謝玄亦以君川之捷進號冠軍將軍，並加領徐州刺史。

### 淝水之戰
太元八年（383年），前秦天王苻堅親率大軍欲以武力滅亡東晉，並以苻融率領二十五萬前鋒進攻淮南。作為反應，晉以謝石以征虜將軍假節為征討大都督，總統謝玄、謝琰及桓伊等共八萬兵力抵禦，其中謝玄為前鋒，都督徐兗青三州揚州之晉陵及幽州之燕國諸軍事。苻融前鋒於十月攻陷壽陽，令前往救援壽陽的晉將胡彬退守硤石，苻融進而攻打胡彬，另以梁成等以五萬兵在洛澗建柵防守，防堵東面來的謝玄援軍。謝玄等軍在洛澗外二十五里畏敵不敢前進，苻融因而認為這是覆滅晉軍主力的機會，遂令苻堅急領八千輕騎到達壽陽前線以圖一舉制勝，並特意派早前襄陽之役的降將朱序勸降。惟朱序卻向謝石私下明言前秦軍尚未完成集結，提出先破其前鋒，瓦解其士氣之取勝方法。謝石在謝琰勸說下相信朱序，謝玄遂在十一月派劉牢之以五千精兵進攻洛澗，梁成在劉牢之離洛澗仍有十里遠時就據澗結陣等待，劉牢之到後便立即渡澗進擊，大敗秦軍並陣斬梁成及弋陽太守王詠。劉牢之更派軍截斷秦軍歸路，遂令前秦敗軍崩潰，爭相渡過淮河逃走，牢之遂縱軍追擊，俘秦揚州刺史王顯等眾人及大量軍需品。洛澗之戰後謝石乘勝率領大軍水陸並進逼近壽陽，前秦軍就依淝水列陣，兩軍遂對峙。謝玄則派人向苻堅要求前秦軍退後以讓晉軍渡過淝水作決戰，苻堅認為可以趁晉軍半渡時突襲取勝，遂同意請求，但秦軍才一後退，朱序就在前秦軍後大叫：「秦軍敗矣！」經歷過洛澗大敗的前秦軍遂潰退，謝玄等軍此時則帶著大軍渡過淝水直接衝擊潰退中的秦軍，苻融嘗試阻遏軍隊崩潰但失敗，更墮馬遭晉軍殺死。謝玄遂收復壽陽，並一直追擊到青岡才停下，秦軍死傷枕籍，甚至苻堅專用的雲母車都被晉軍奪取了，朱序及壽陽失陷時被俘的徐元喜都成功南返。

### 謝玄北伐
太元九年（384年），前秦內亂，謝安奏請北伐，朝廷遂以謝玄以本官擔任前鋒都督，讓其領北府軍經略北方。而其實在該年年初北府將領劉牢之就已攻下譙城，及至現在謝玄北征至下邳時，前秦彭城守將徐州刺史趙遷棄城逃走，謝玄遂領軍進據彭城。謝玄又即派彭城內史劉牢之及參軍劉襲進攻駐鄄城的前秦兗州刺史張崇，並在張崇敗走後命劉牢之進屯鄄城，由其討平附近的抵抗勢力，黃河以南諸堡遂望風降晉。隨後謝玄進攻青州，並派淮陰太守高素逼降駐於廣固的前秦青州刺史苻朗。
留守鄴城的秦長樂公苻丕雖以堅守令得後燕主慕容垂暫時放棄奪取鄴城，但仍面臨孤立無援的困境，而此時謝玄已命令麾下北府諸將進攻冀州，劉牢之、濟北太守丁匡以及濟陽太守郭滿分別鎮守河南重鎮碻磝及滑臺，而奮武將軍顏雄就北渡黃河建營。苻丕派了桑據到黎陽防備晉軍，謝玄遂派劉襲驅逐桑據，由滕恬之守黎陽，這令得苻丕不得不向晉請援，其下屬更假作書信代苻丕向晉請降。至此，這次謝玄統領北府軍北伐已成功收復了兗青豫司四州地區，朝廷遂加其都督為徐兗青司冀幽并七州。
不久，慕容垂再攻鄴，苻丕向晉請援並求糧，謝玄遂派劉牢之及滕恬之以二萬兵援鄴，並送二千斛米予苻丕解困。太元十年（385年），劉牢之在枋頭盤桓期間攻後燕黎陽太守劉撫，為慕容垂所阻，被逼暫退黎陽，至四月才進軍鄴城，並擊破圍城的慕容垂，逼其北退，解鄴城之困。接著劉牢之追擊慕容垂，卻為慕容垂以輜重引誘，晉軍在搶奪輜重時遭慕容垂截擊大敗，劉牢之隻身出奔，在苻丕趕上支援下才得返回鄴城重整軍力，但也因戰敗而被徵還。謝玄此後再無大規模進攻，並計劃自己退屯彭城，而讓時鎮洛陽的豫州刺史朱序移屯梁國，令其進可支援黃河流域前線及洛陽方面的晉軍，退亦能保待淮河流域安全，守護江東。但在太元十一年（386年）丁零人翟遼叛變，俘虜了滕恬之並佔據了黎陽，不久泰山太守張願也叛降翟遼了，謝玄遂以此歸罪自己求退，而其時朝廷亦想完結北伐行動，轉為防守，就命謝玄退鎮淮陰，朱序代謝玄為青兗二州都督兼刺史，移鎮彭城。謝玄隨後因病獲詔命回京口治療，又轉會稽太守，遂卸下對北府軍的指揮權。

### 主相爭奪
朱序代替謝玄於淮北統御北府軍，並以糧運不便為由退屯淮陰，但他未有兼督徐州，後徐州刺史職由在建康居相位的會稽王司馬道子所兼領。朱序上任一年後（388年）就轉位雍州刺史，青兗二州刺史由譙王司馬恬以都督兗青冀幽并、揚州之晉陵、徐州之南北郡軍事身份繼任，出鎮京口。司馬恬既受孝武帝倚仗而都督徐州南北軍事及出鎮京口要地，掌握北府軍權，但其時仍有北府將領在淮北一帶與北方政權作戰的記錄，如劉牢之在戰敗被徵還後不久復職並出屯淮陰，後更回彭城任太守，在司馬恬上任後的太元十四年（389年）更討平在皇丘稱帝的張黎，遠在京口的司馬恬對淮北北府將領控制力有限，卻為孝武帝為控制徐兗北府根本之地而作的政治行為:293-6:355-7。
太元十五年（390年），司馬恬去世，孝武帝親信的外戚王恭獲任命為都督兗青冀幽并徐六州及揚州之晉陵諸軍事、前將軍、兗青二州刺史、假節，鎮京口。王恭直以都督徐州及晉陵上任，政治上對京口地區的控制比司馬恬更強，但王恭指揮北府軍將領的記載不詳，僅見太元十九年（394年）後燕進攻廩丘一帶，攻至東面海邊之事，一直在北方的劉牢之因不能救援郡縣而被免職，王恭亦因失土而被降號。
太元二十一年（396年），孝武帝去世，晉安帝即位，會稽王司馬道子以太傅身份主政，任用被認為是奸佞的寵臣王國寶為尚書僕射，權傾朝野，此舉令到王恭很不滿，最終決定起兵誅除王國寶。王恭除了聯結昔日也是孝武帝派往作外藩的荊州刺史殷仲堪外，也召劉牢之為司馬，藉以獲得北府軍的實際控制權以增加自身實力。隆安元年（397年），王恭上表討伐王國寶及王緒，並起兵向建康，最終司馬道子主動將王國寶及王緒收捕處死滿足王恭要求，王恭亦因而罷兵，反而還派劉牢之領軍討平原本約定在吳郡響應自己，但此時欲不肯聽命罷兵的王廞。
王恭成功逼司馬道子殺掉王國寶及王緒，但未能讓他與司馬道子間的矛盾得到解決，司馬道子還是想辦法樹立外藩作援防備王恭。而舉兵成功也令本身出身高門的王恭更認為自己威名已盛，對倚仗的北府主力之核心劉牢之只是以普通武將對待，待遇並不優厚，這令自負的劉牢之很怨恨。隆安二年（398年），王恭針對司馬道子親任的譙王司馬尚之而再度起兵，這回更有荊州刺史殷仲堪、留駐荊州之廣州刺史桓玄、南蠻校尉楊佺期及豫州刺史庾楷的實質軍事響應，聲勢甚大。但此時會稽世子司馬元顯卻派了另一北府將領高素去策反劉牢之，並許諾王恭敗後將以劉牢之代其位。劉牢之答應並在隨後以王恭前鋒進兵竹里時突然叛變，更派女婿高雅之及兒子劉敬宣突襲王恭，王恭失敗逃走，被捕處死。牢之隨後領北府軍到新亭以備西軍，但西軍後以內部矛盾而暫退，終受詔罷軍，劉牢之亦以輔國將軍本官受王恭都督兗青冀幽并徐及揚州之晉陵軍事。自孝武帝時代起的主相兩派之爭奪，以司馬道子父子成功策反劉牢之擊滅王恭而結束，但此亦顯示北府軍始具獨立性而非門閥麾下軍事力量，牢之的地位變得舉足輕重，亦深深影響日後北府軍發展:363-4。

### 牢之總戎
北府都督在謝玄組建北府軍前後皆由門閥士族人士擔任，至此劉牢之以北府將領身份出任此職，引發當時人一些不滿，劉牢之遂任用心腹徐謙之等以壯大自己勢力。隆安三年 （399年），孫恩之亂在三吳地區爆發，朝廷詔命徐州刺史謝琰領兵討伐，劉牢之亦自行上表加入，謝琰派麾下北府將高素與牢之聯手下成功擊潰孫恩，逼其逃返海島上。隆安四年（400年），孫恩捲土重來，駐守會稽作備的謝琰戰死，劉牢之就受詔為鎮北將軍、都督會稽五郡軍事率領北府軍討伐，孫恩暫退後自屯上虞而分遣諸軍守戍各縣，其中參軍劉裕表現突出，不但於戍守的句章屢敗孫恩，緊隨追擊之下亦成功瓦解孫恩大軍，終平定亂事，亦加強了劉牢之的名聲威望。
孫恩實力遭受重創，最終於元興元年（402年）被殺，但仍有盧循、徐道覆等餘眾活躍。而此時桓玄早已消滅了殷仲堪、楊佺期等上游勢力，當上都督荊司雍秦梁益寧七州，荊州刺史，而時江州、廣州等鎮皆由桓玄一方人物所領，時朝廷能夠掌握的地區僅有建康附近及三吳地區而已。桓玄欲東下建康奪取朝權，司馬元顯雖知桓玄野心，在同年便宣布討伐桓玄，並已集結軍力，但因恐懼而一直沒出發，時除朝廷自己之軍隊外，還有司馬尚之統領的豫州兵，以及劉牢之的北府軍，但他知道只有擔任討伐先鋒的劉牢之的北府軍才有擊敗桓玄的能力。回應討伐而正領軍東下的桓玄派了何穆策反劉牢之，牢之雖也提防桓玄，但心中對司馬元顯亦早有疑忌，也認同何穆鳥盡弓藏、聲威震主之言，怕若果助司馬元顯消滅桓玄後反遭元顯所害。桓玄到姑孰後派軍直接進攻隔江北岸的豫州治所歷陽，擊敗了司馬尚之軍，進而兵臨新亭之際，劉牢之不顧劉敬宣、劉裕等人反對，率領屯駐洌洲的北府軍倒戈投降桓玄，司馬道子、司馬元顯父子遂被桓玄所廢，後殺害。

### 桓玄行戮
桓玄以太尉、揚州牧掌權后，立即就處理劉牢之，以其為征東將軍，會稽太守。不但調離京口等要更盡削刘牢之兵权，刘牢之意图起兵对抗桓玄，然由于其一再背叛主君而早已丧失人心，在與僚屬會議起事之際參軍劉襲言：「事不可者莫大於反，而將軍往年反王兗州，近日反司馬郎君，今復欲反桓公。一人而三反，豈得立也。」言畢步出，其他僚屬大多亦隨之離去。刘牢之在众叛亲离下被逼出逃，但在恐懼妻兒己被誅殺下絕望自殺。桓玄又以桓脩為右將軍、徐兗二州刺史，出鎮京口，接著亦開始消滅北府軍勢力，和劉牢之關係密切的北府將領吳興太守高素、輔國將軍竺謙之、謙之堂兄高平相竺朗之、輔國將軍劉襲和襲弟彭城內史劉季武。劉襲兄劉軌、高雅之及前去投靠二人的牢之子劉敬宣則在山陽附近嘗試對抗桓玄失敗後，往北逃難到南燕；元興二年二月，桓玄又殺冀州刺史孫無終。至於劉裕，其實桓玄亦知其具威脅，但其時除了在討伐孫恩餘眾外，桓玄亦指望劉裕助其北伐，故一直都未有加害，反倒相當禮待。

### 重建北府
劉裕世居京口，在劉牢之叛歸桓玄之際表明反對，後牢之欲叛桓玄時其亦不同意，至桓玄大權在握之際則更欲起事，不過在孔靖的建言下，他還是決定待桓玄篡位後才在京口徐圖舉事。元興二年（403年）年末，桓玄篡晉，自登帝位，劉裕遂在京口密謀起事。但由於舊有北府勢力已隨劉牢之敗死後大都遭桓玄消滅，劉裕僅能憑藉其在徐兗地區的人脈連結，包括一些在徐兗桓氏人物府中任僚屬的人，如青州刺史桓弘主簿孟昶、弟弟青州中兵參軍劉道規等。元興三年二月丙辰（404年3月25日），劉裕在京口襲殺桓脩，正式舉兵，孟昶亦殺了桓弘，自廣陵領部眾與劉裕會合；雖然原計劃在建康及歷陽舉事的同謀失敗了，但劉裕還是帶著這支才一千七百人的部隊向建康進攻。桓玄派了頓丘太守吳甫之及右衞將軍皇甫敷鎮壓劉裕，但遭劉裕擊敗，二將戰死。劉裕逼近建康，征討都督桓謙統兵防禦，但他統領的守軍很多都是以前的北府士兵，見到劉裕都亳無鬥志，反倒劉裕與眾將奮力進攻，乘風縱火，守軍在驚懼之下遂潰敗。劉裕攻陷建康之際，桓玄率領其政權逃離建康，西上江州治所尋陽；劉裕就在建康與是桓楚司徒的昔日恩人——琅邪王氏的王謐建立行臺，互相推舉，劉裕遂為都督揚徐兗豫青冀幽并八州諸軍事、領軍將軍、徐州刺史，不久更奉武陵王司馬遵為大將軍，承制行事，重建東晉朝廷。在諸將追擊下，桓玄在同年被殺，並在翌年（405年）在江陵迎回晉安帝，消滅國內桓楚殘餘勢力。劉裕於義熙四年（408年）王謐死後兼領其錄尚書事、揚州刺史職位，從此掌握朝權，後在包括義熙五年（409年）北伐南燕、義熙六年（410年）自滅南燕戰場迅速南返討滅盧循之亂、義熙八年（412年）消滅與昔日自己共討桓玄，卻成政敵的荊州刺史劉毅及義熙十一年（415年）驅逐晉宗室荊州刺史司馬休之，皆倚靠其指揮的北府軍達成，劉裕此期間亦始終兼領徐州刺史及都督職位。擊敗司馬休之後劉裕大致掃平國內政敵，並讓身為弟弟但無才能且粗鄙貪婪的劉道鄰出任荊州刺史，更將北府文武都隨其赴荊州作支援:371-3。
義熙十二年（416年），劉裕上表北伐後秦，北伐亦以北府將領檀道濟為前鋒，遂在次年成功滅秦，收復關中及黃河以南土地，南返後便派王韶之殺掉晉安帝，改立晉恭帝，最終在永初元年（420年 ）篡位建宋。劉裕主政東晉期間曾在義熙九年（413年）推動義熙土斷，大量裁撤僑置郡縣或讓僑置郡縣擁有實土，人口都按其居住地歸入其實土郡縣中，以清查戶籍，被土斷的北方人需要繳納租稅徭役。但這次土斷特別將青徐兗三州僑置於晉陵郡內的人口，即北府軍的根源地排除在外，保持晉陵的特殊地位，亦見北府之重要。劉裕稱帝後，亦曾下令京口要地只能讓宗室近支擔任，遂令南徐州刺史一職在宋大部分時間皆由諸王所領。

### 衰落消亡
從東晉過渡到南朝宋，北府軍一直作為朝廷軍隊主力，但永初三年（422年）北魏乘劉裕去世而攻奪昔日劉裕北伐而取的河南土地，時以北府名將、兗州刺史檀道濟領軍援救北方，然其時檀道濟軍力不足以分途救司州及青州兩地，最終只能先援青州，最終青州獲全但司州失陷。至宋文帝誅除徐羨之等權臣親政後，檀道濟為宋文帝所忌，自兗州改置江州，至元嘉七年（430年）對北魏的北伐作戰中亦沒有以老有戰功的檀道濟為主帥，反是自己親任的另一出身北府將領到彥之，但到彥之領導的北伐隊伍卻於冬季遭北魏反攻，縱在晚期復用檀道濟也無法阻止滑臺失陷，原收復的河南土地得而復失，也造成大量傷亡及丟失大量物資，甚至令府庫空虛。元嘉二十七年（450年），宋文帝再度北伐，這次更是東西並進，東面由王玄謨所領的前鋒為主力，西面則有柳元景統領的各軍自雍州治所襄陽出發。但北伐前朝廷曾在江淮諸郡縣大舉招集兵員，可見經過多年損耗後，來源於晉陵郡的北府軍軍力已遠不足宋征戰所需，需要再於其他州郡徵集。最終北伐結果為西線屢屢報捷並攻入關中，弘農、潼關及陝城為宋所佔；而東線面對魏太武帝主力遭突破，彭城壽春盱眙等城戍皆曾遭到圍困，魏軍更一度兵臨江北瓜步，聲言渡江，震撼建康，東線失利甚至令西線需要撤返。戰後東部各州郡受到嚴重破壞，亦顯示到荊雍方面的軍隊實力已超越徐兗地區發源的北府軍。至孝建元年（454年），宋廷開始收取北府軍重地南徐州僑戶的租稅，開始動搖其義熙土斷以來特殊的地位。而文帝以後北府軍對軍事及政治的影響力亦愈來愈弱，南齊建立後，齊武帝在永明二年（484年）撤銷京口軍府，宣告北府軍正式結束:373-5。

## 研究
田余庆在其著作《东晋门阀政治》中将北府兵的发展历程分为四个阶段:300-2：
1. 郗鉴首创并受郗鉴的心腹继任者控制和影响的阶段，从咸和三年到太和四年（328—369年）。这个阶段的北府兵是一支门阀士族兵，从战略上说来，它的主要作用是支持建康朝廷的门阀政治，维持几家当权士族力量的平衡；
2. 谢玄组建并由谢氏家族人物指挥，由谢氏豫州旧人刘牢之实际统领的阶段，从太元二年至十二年（377—387年）。这个阶段的北府兵仍然是一支门阀士族兵，领兵者有的是前一阶段的北府旧将，有的是新应募而来的流民帅。它的主要作用是与北方异族作战，并保持与荆州桓氏势力的平衡；
3. 刘牢之为统帅的阶段，自隆安二年至元兴元年（398—402年）。这个阶段的北府兵，正经历着由门阀士族军队向次等士族军队的转变。它虽在军事上取得了独立性，但政治方向不明确，行动无准则，朝秦暮楚。它想在门阀政治的斗争中取得近利，但摆脱不了对门阀士族的政治依赖，终于在几经挫折以后归于失败；
4. 元兴三年（404年）刘裕在京口重组的北府势力，完全是次等士族的武装。它摧毁了以桓玄篡晋形式出现的门阀士族统治，也就是门阀政治的回光反照；它压平了由另一些次等士族（卢循、徐道覆）领导的农民起事；它又取得了北伐南燕和后秦的胜利。然后，成为刘裕代晋自立、建立刘宋皇权的力量支柱，恢复了中国古代皇朝的权力结构形式和统治秩序。中国历史上的门阀政治时期因此而基本上宣告结束。

田氏亦對北府兵的組成特點作出分析:218-9:348-50：
1. 史籍中記載之北府軍組建皆只言所募將領，故其實謝玄組軍正是募將，與其他時代組軍募兵並不相同。
2. 北府將領應選時皆該是麾下有軍力的流民帥或散於江淮的昔日京口、豫州將領，徵入北府時已帶有士兵；且因江淮流民南遷與南北局勢有關，故來源足且長期都有與北方敵人作戰經驗，南來時往往是半武裝性質。由於北府將領與這些流民同籍或根本有流民帥與流民關係，兵將間快速建立關係並不成問題，故在需要補充兵員時只要徵發流民予這些將領統率即能組成有效戰力。
3. 除了特以青徐兗等僑州之流民人丁加入北府軍作兵員補充，北府亦有強逼不欲為兵之流民入伍，如毛璩任司馬恬司馬時縱兵討伐在海陵縣界隱匿的逃亡流民，更縱火燒毀其居住地逼其出降，計有萬戶悉用作補兵之事。